# Hegelianos de direita
Hegelianos de direita é um grupo de estudantes e jovens professores da universidade Humboldt de Berlim formado após a morte de Georg Hegel, em 1837. Segundo Ludwig von Mises, esta vertente irá gerar o nazismo.
Os hegelianos de Direita, de forte apologia ao conservadorismo, expandiram o conceito de estatismo e entendiam que as séries de evoluções dialéticas históricas tinham sido completadas, e que a sociedade da Prússia, como ela existia, era a culminação de todo o desenvolvimento social para a época. A maioria elogiou o Estado prussiano, por fornecer um extenso sistema de serviços civis, boas universidades, industrialização, e alta empregabilidade. Entrando assim em conflito com os hegelianos de esquerda que acreditavam que ainda haveria mudanças dialéticas mais extensas para acontecer, e que aquela sociedade estava longe da perfeição e ainda continha focos de pobreza, que no Governo tinha lugar para a censura, e os não luteranos sofriam com a discriminação religiosa.